# Dešat
Dešat (makedonsky Дешат) je pohoří na hranici mezi Albánií a Severní Makedonií. Geograficky patří do Šarského horského systému. Nejvyšším vrcholem pohoří je Velivar (2 375 m n. m.) . Hory jsou charakteristické řetězcem vrcholů Malý a Velký Krčin a Velivar. Další významné vrcholy jsou: Deli Senica a Suva Bara. Dešat má také hluboké říční soutěsky, obrovské lesy a malá ledovcová horská jezera. Nejbližší městem z albánské strany je Peshkopi a z makedonské strany je to Debar.